# Жужиков, Дмитрий Павлович
Дмитрий Павлович Жужиков (23 июня 1932 — 5 марта 2020) — доктор биологических наук, профессор, энтомолог, крупнейший в России специалист по термитам. Разработал основные принципы нового научного направления – гилобиологии.

## Биография
Родился 23 июня 1932 года в Москве.
- 1950—1955 — учёба на биолого-почвенном факультете Московского государственного университета им. М. В. Ломоносова
- 1955—1958 — аспирант кафедры энтомологии, затем работал в Комплексной лаборатории биолого-почвенного факультета МГУ
- 1955 — член Русского (Всесоюзного) энтомологического общества
- 1958 — младший научный сотрудник на кафедре энтомологии МГУ
- 1963 — защита кандидатской диссертации на тему «Строение и функции перитрофической оболочки двукрылых»
- 1979 — член специализированного совета по защитам диссертаций при МГУ
- 1984 — защита докторской диссертации на тему «Принципы гилобиологии и их развитие на примере термитов»
- 1985 — член Научного совета РАН по биоповреждениям
- 1985 — заведующий факультетской лабораторией по разработке методов борьбы с биологическими повреждениями материалов
- 1991 — Председатель технического комитета № 211 при Госстандарте РФ[2]
- 1992 — заведующий испытательным центром «Биостойкость» при МГУ им. М. В. Ломоносова
- 1996 — ведущий научный сотрудник на кафедре энтомологии МГУ.[1]
- 2005 — Заслуженный научный сотрудник МГУ [3]

Области научного интереса: физиология и морфологические основы пищеварения насекомых, биология термитов, защита материалов, изделий и сооружений от биологических повреждений. В своей диссертации на соискание степени доктора биологических наук «Принципы гилобиологии и их развитие на примере термитов» им была разработана научная основа защиты промышленных материалов и изделий от биологических повреждений и основные принципы нового научного направления — гилобиологии. На кафедре энтомологии читает лекции по гилобиологии и избранным разделам физиологии насекомых.
Соавтор патента «Способ защиты древесины от биоразрушения» 15.06.1993 г. (Шварц Евгения Михайловна, Терауда Анита Альбертовна, Шолохова Альбертина Борисовна, Эрмуш Нина Августовна, Жужиков Дмитрий Павлович, Беляева Наталья Валентиновна). № документа 01821368.

## Награды
- медаль «Ветеран труда» (1987)
- нагрудный знак «200 лет МГУ им. М. В. Ломоносова» (1955)
- нагрудный знак «250 лет МГУ им. М. В. Ломоносова» (2005)

## Основные труды
Автор более 140 публикаций, в том числе 15 монографий и учебных пособий.

### Книги
- «Справочник по устойчивости материалов и изделий к повреждению термитами». — М.: Изд-во МГУ, 1976.
- «Термиты СССР». — М. Изд-во Моск. ун-та, 1979. — 225 с.
- «Лекции по гилобиологии» (1980)
- «Насекомые — технические вредители» (1987)
- «Чем опасны тараканы». — М.: Компания Спутник +, 2005. — 95 с. ISBN 5-93406-855-5
- «Функциональная морфология тараканов» (2006)
- «Экзокринные железы и химическая коммуникация тараканов: учебно-справочное пособие» / Жужиков Д. П. — М., 2009. — 298 с. — Библиогр.: с. 246—283. Указ. родов и видов тараканов, упомянутых в тексте: с. 284—287. — ISBN 978-5-91304-077-0